# Khaibar-1
Khaibar-1 (arabisch خيبر-١ Chaibar-1, DMG Ḫaibar-1) ist eine Artillerierakete, die von der Hisbollah-Miliz im Libanonkrieg 2006 verwendet wurde, um Städte in Nord-Israel anzugreifen. Der Name der Rakete wurde erstmals am 28. Juli 2006 durch den Hisbollah-Generalsekretär Scheich Hassan Nasrallah in einer Ansprache in dem der Hisbollah nahestehenden libanesischen Fernsehsender al-Manar verwendet. Die Rakete wurde auf die Stadt Afula bei Haifa abgefeuert.
Am 2. August 2006 trafen Khaibar-1-Raketen die israelische Stadt Bet Schean, ungefähr 70 km südlich der libanesischen Grenze. Es war zu dem Zeitpunkt die am weitesten nach Israel vorgedrungene Rakete der Hisbollah. Am 4. August 2006 schlugen Kaibar-1-Raketen in Chadera ein.
Die IDF behauptet, dass die Khaibar-1-Rakete eine umbenannte Fadschr-5 oder Fadschr-3 aus iranischer Produktion ist. Den Berichten zufolge sind die Zerstörungskraft der Khaibar-1-Rakete (rund 100 kg Explosivstoffe) und die Reichweite viermal größer als die der Katjuscha-Raketen, der bisherigen Standard-Rakete der Hisbollah. Andere Quellen gehen davon aus, dass die Khaibar-1 auf der WeiShi-1-Rakete aus der Volksrepublik China basiert, welche über dasselbe Kaliber und über eine ähnliche Reichweite verfügen.
Der Name der Rakete nimmt am ehesten Bezug auf die Schlacht von Chaibar im Jahr 629, zwischen Mohammed und seinen Anhängern gegen die Juden, die in Chaibar lebten, einer Oase, die 150 Kilometer von Medina entfernt liegt, im Gebiet von Hedschas, im westlichen Teil der Arabischen Halbinsel, die seit 1926 als zu Saudi-Arabien gehörend betrachtet wird. Die Schlacht endete mit Mohammeds Sieg über die Juden.
Manche Beobachter meinen, dass der Bezug auf die Schlacht von Chaibar von der Hisbollah als Propaganda beabsichtigt ist, um eine psychische Wirkung bei den Israelis zu erreichen.